# Озлиев
Озлиев (укр. Озліїв) — село в Млиновской поселковой общине Дубенского района Ровненской области Украины.
До 2020 года входило в Млиновский район.
Население по переписи 2001 года составляло 262 человека. Почтовый индекс — 35154. Телефонный код — 3659. Код КОАТУУ — 5623887103.